# جمالی الدین آتویی
جمالی الدین آتویی (انگلیسی: Djamalidine Atoiyi؛ زادهٔ ۵ اوت ۱۹۹۷) بازیکن فوتبال اهل فرانسه است.
از باشگاه‌هایی که در آن بازی کرده‌است می‌توان به باشگاه فوتبال تروا اشاره کرد.
وی همچنین در تیم ملی فوتبال اتحاد قمر بازی کرده‌است.